# Diversidad sexual en Santo Domingo

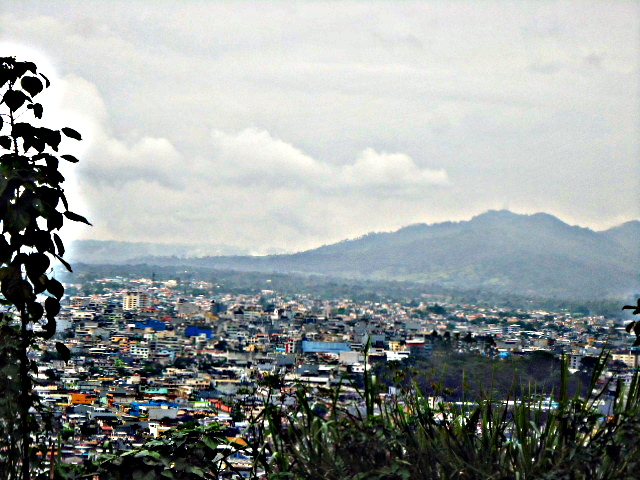
Vista panorámica de la ciudad ecuatoriana de Santo Domingo.

La diversidad sexual en Santo Domingo engloba las distintas manifestaciones de sexualidad y género de las poblaciones LGBT que han habitado la ciudad ecuatoriana de Santo Domingo a lo largo de su historia. De acuerdo al Censo de Población y Vivienda de Ecuador de 2022, Santo Domingo se ubica en la cuarta posición de entre las ciudades del país con mayor cantidad de personas abiertamente identificadas como LGBT.
A pesar de que la homofobia se ha reducido en los últimos años, personas LGBT continúan sufriendo discriminación en la ciudad, particularmente las mujeres transgénero. En la actualidad, personas LGBT organizan cada año numerosos eventos de visibilización, entre ellos una marcha del orgullo que se lleva realizando anualmente desde 2011, ferias de salud, foros a favor de la inclusión, entre otros.
Entre las organizaciones LGBT presentes en la ciudad se cuentan el Colectivo GLBTI de Santo Domingo, la Organización de Lesbianas Tomboy y Transmasculinos de Santo Domingo, el Club Juventud Ganadora y la Red de Mujeres Trans Santo Domingo. Del lado de los activistas LGBT, entre los más visibles de las últimas décadas destaca Ángelo Bravo, oriundo de Babahoyo y presidente del Colectivo GLBTI de Santo Domingo. También destaca la activista trans Konny Jiménez.
En cuanto a espacios de esparcimiento, durante las primeras décadas del siglo XXI el sitio de socialización más concurrido por las poblaciones LGBT locales era la discoteca alternativa Nova, considerada un ícono por la comunidad y propiedad del activista Ángelo Bravo. El sitio acogía además reuniones de activismo de personas pertenecientes a la diversidad sexual y solía ser el punto de finalización de la marcha del orgullo de la ciudad. También era el escenario de varios certámenes de belleza para personas LGBT de Santo Domingo.

## Historia
Los orígenes del activismo a favor de los derechos de las personas pertenecientes a la diversidad sexual en Santo Domingo se remontan a principios del siglo XXI, cuando empezaron a formarse en la ciudad las primeras organizaciones LGBT, principalmente orientadas hacia la prevención del VIH/sida. Una de estas primeras organizaciones fue Fedego (Federación de gays organizados), que entre sus integrantes tuvo al activista Gaby Garibaldi y que comenzó a reclamar en contra de la discriminación sufrida por personas LGBT en el sistema de salud público.
En 2016, activistas LGBT de Santo Domingo realizaron siete bodas simbólicas como forma de exigir la apertura del matrimonio a las parejas del mismo sexo. Ese mismo año, representantes de la Federación Ecuatoriana de Organizaciones LGBT presentaron a la alcaldesa de la ciudad, Martha Rosero, un proyecto de ordenanza municipal para proteger los derechos de las personas pertenecientes a la diversidad sexual en la ciudad.
Luego de la legalización del matrimonio entre personas del mismo sexo en Ecuador en 2019, Santo Domingo se convirtió en el escenario del segundo matrimonio de una pareja del mismo sexo contraído legalmente en el país, tras uno realizado en Guayaquil poco después de que entrara en vigencia el cambio legal. La boda en Santo Domingo tuvo lugar el 23 de julio de 2019 en el Registro Civil de la ciudad y tuvo como contrayentes a la pareja conformada por Gina Najera y Verónica Angulo, quien destacó por la utilización de un traje autóctono de la nacionalidad tsáchila durante la ceremonia. Hasta junio de 2021, se habían realizado diez matrimonios entre personas del mismo sexo en Santo Domingo de los Tsáchilas.

## Eventos

### Marcha del Orgullo LGBT de Santo Domingo
La Marcha del Orgullo LGBT de Santo Domingo es una manifestación que se celebra de forma anual en el marco del Día Internacional del Orgullo LGBT para promover la inclusión de las poblaciones pertenecientes a la diversidad sexual y exigir la igualdad de derechos. Durante el recorrido, integrantes de agrupaciones LGBT portan banderas arcoíris y caminan junto a carrozas alegóricas, música y presentaciones de baile.
La marcha se realizó por primera vez en 2011 y desde entonces se convirtió en un evento anual. La edición de 2013 sufrió complicaciones luego de que las autoridades locales no otorgaran los permisos necesarios para su realización. No obstante, la misma finalmente sí se realizó.
El recorrido de la marcha ha variado con el paso de los años. En 2014, año en que la marcha contó con el apoyo de la vicealcaldesa Martha Rosero, el recorrido inició en el sector de las Cinco Esquinas de la Avenida Quito, luego avanzó por el redondel del Círculo de los Continentes, recorrió un trayecto de la Avenida Abraham Calazacón y culminó en la discoteca LGBT Nova. Este trayecto se mantuvo similar en 2017. En 2018, la marcha inició en la intersección de las avenidas Chone y Abraham Calazacón y llegó hasta el sector del Redondel de La Virgen, para luego realizar un espectáculo artístico en la discoteca Nova. Al año siguiente, la marcha recorrió las avenidas Abraham Calazacón, 29 de Mayo y Tsáchila, y culminó en la zona rosa.
Luego de un periodo de suspensión debido a la pandemia de COVID-19, la marcha volvió a realizarse en 2022, año en que varias ciudades del país suspendieron sus ediciones debido al Paro Nacional de Ecuador. Durante los años siguientes, la marcha continuó realizándose en junio.

### Otros eventos
Además de la marcha del orgullo, organizaciones LGBT de Santo Domingo ejecutan cada año una agenda en favor de los derechos de la diversidad sexual que arranca el 17 de mayo, en el Día Internacional contra la Homofobia, la Transfobia y la Bifobia, y culmina a finales de junio. Esta agenda de eventos empezó a realizarse en el 2015 con el apoyo del Consejo Cantonal para la Protección de Derechos, e incluye actividades como cineforos, conversatorios, talleres y jornadas de sensibilización hacia las problemáticas de las comunidades LGBT. En 2018, la agenda incluyó la pintada de un paso de cebra con los colores de la bandera LGBT, que se ubicó en la avenida Abraham Calazacón, cerca de la discoteca Nova.
En la ciudad se han celebrado además distintos certámenes de belleza dirigidos a las poblaciones LGBT. Entre ellos se cuenta la elección nacional de la Reina Gay, cuya edición de 2004 se realizó en Santo Domingo y contó con representantes de varias provincias. Otros certámenes dirigidos a mujeres transgénero en Santo Domingo incluyen el concurso Belleza Trans, el Reina de Reinas y el Miss World Trans Ecuador, certamen nacional que en 2016 se realizó en Santo Domingo. El concurso Míster Junior Gay, por su lado, estaba dirigido a hombres gais.
En cuanto al deporte y la cultura, la ciudad ha sido escenario de eventos como el Campeonato de Baloncesto Interprovincial LGBT, que se realizó en Santo Domingo en 2016 y que contó con equipos participantes de cuatro provincias, includo el Club Juventud Ganadora en representación de la ciudad. Obras de teatro de contenido LGBT se han llevado además a las tablas en la ciudad, entre ellas Humanamente gay, obra sobre un joven gay que debe asumir su orientación sexual que se estrenó en 2017 en el Teatro Santo Domingo y que contó con la actuación de actores locales.